# شوماوسکه هوشتیتسه
شوماوسکه هوشتیتسه (به چکی: Šumavské Hoštice) یک منطقهٔ مسکونی در جمهوری چک است که در ناحیه پراخاتیتسه واقع شده‌است. شوماوسکه هوشتیتسه ۸٫۳۵ کیلومتر مربع مساحت و ۳۹۲ نفر جمعیت دارد و ۷۶۵ متر بالاتر از سطح دریا واقع شده‌است.